# Armoiries du Mozambique

Armoiries du Mozambique.

Les armoiries du Mozambique, furent adoptées en 1990 et conservent des similitudes avec celles de la République populaire du Mozambique, le régime communiste en vigueur entre 1975 et 1990.

## Description
Les armoiries montrent une roue d'engrenage jaune entourée d'épis de maïs ; au centre on voit un soleil rouge surmontant une montagne sur laquelle repose un livre ouvert. Devant ces symboles, on voit un fusil (AK-47) et une houe croisées. Dans la partie inférieure, entourant les images décrites antérieurement, on peut lire l'inscription « República de Moçambique » et dans la partie supérieure une étoile rouge.

## Symbolisme
Le maïs et les plantes symbolisent l'agriculture et la nature ; la roue d'engrenage représente les travailleurs ; le livre représente l'élite intelligente ; la houe symbolise les agriculteurs, le fusil représente la lutte pour l'indépendance du pays et l'étoile rouge le communisme. Le soleil rouge symbolise le sud de l'Afrique et l'espoir d'une nouvelle vie.

## Les armoiries successives
Seule change, en lettres d'or sur listel rouge, la dénomination officielle de l'État :

Armoiries du Mozambique de 1982 à 1990.
Armoiries du Mozambique depuis 1990.